# Cantón Limón Indanza
Cantón Limón Indanza är en kanton i Ecuador.   Den ligger i provinsen Morona Santiago, i den södra delen av landet, 300 km söder om huvudstaden Quito.